# عمارة منحوتة في الصخر
العمارة المنحوتة في الصخور (بالإنجليزية: Rock-cut architecture) هو إنشاء مبانِ ومنحوتات عبر حفر الصخور الصلبة الموجودة بشكل طبيعي. هذه المباني مبنية ومُصمَمة بواسطة البشر منذ البدء وحتى النهاية، كما أن غالبًا ما يُستخدم مصطلح 'الكهف' في الصين والهند لوصفها. إلا أن الكهوف التي تشكلت طبيعيًا في البدء لا تُعتبر جزءًا من هذا النوع المعماري حتى لو عُدلت بشريًا بشكل كبير.
بالرغم من أن هذا الطراز المعماري يختلف عن المباني المبنية تقليديًا في كثير من الخصائص، إلاّ أن الكثير منها مبنيٌ على تكرار واجهات والعناصر الداخلية للأشكال المعمارية التقليدية. وغالبًا ما يتم البدء بحفر العناصر الداخلية من سقف المكان المٌسوّى ثم يتم النزول إلى أسفل. تعمل هذه التقنية على عدم سقوط الصخور على العمال في الأسفل. هناك ثلاثة استخدامات رئيسية لعمارة قطع الصخور في العالم؛ حيث هناك المعابد (كالتي موجودة بالهند)، المقابر (كالتي موجودة في البتراء، الأردن)، ومساكن الكهوف (كالتي موجودة في كبادوكيا، تركيا).
يُشار بالذكر إلى أن المعالم القديمة للعمارة المنحوتة بالصخور تشهد على تاريخ وحضارات الكثير من المناطق والبلدان في العالم. بعض من أقدم تلك الأمثلة موجود في جزر متوسطية كما في مالطا وسردينيا (حوالي 3000 - 1500 ق.م).

## لمحة تاريخية
تنتشر الآثار القديمة للعمارة المنحوتة في الصخر على نطاق واسع في العديد من مناطق العالم. يعود التحول إلى الكهوف المتشكلة بشكل طبيعي، على الرغم من اختلافها عن الهياكل المنحوتة كاملًا بالمعنى الدقيق، إلى العصر الحجري الحديث في العديد من جزر البحر المتوسط، على سبيل المثال مالطا (معبد هال سالفيني الواقع تحت الأرض)، وساردينيا (أنجيلو روجو، بُني بين 3000 و1500 قبل الميلاد) وغيرها.
بُنيت هياكل ضخمة منحوتة في الصخر في مصر القديمة. كان من بين هذه الآثار معبد رمسيس الثاني الكبير المعروف باسم أبو سمبل، الذي يقع على طول نهر النيل في النوبة بالقرب من الحدود مع السودان، على بعد 300 كم من أسوان في مصر. يعود تاريخ هذا المعبد إلى عهد الأسرة التاسعة عشرة (نحو 1280 قبل الميلاد)، ويتكون من واجهة ذات حجم ضخم منحوتة في الجرف ومجموعة من الغرف الداخلية التي تشكر حرم المعبد المقدس.
بدأ شعب فريجيا في القرن الثامن عشر بعضًا من أقدم الآثار المنحوتة في الصخر، مثل نصب ميداس (700 قبل الميلاد) المخصص للملك الفريجي الشهير ميداس.
قام شعب ليقيا في القرن الخامس قبل الميلاد، الذين سكنوا جنوب الأناضول (تركيا الآن) ببناء مئات من المقابر المنحوتة في الصخر من نوع مماثل، ولكنها أصغر حجمًا. يمكن العثور على أمثلة ممتازة بالقرب من داليان، وهي بلدة في مقاطعة موغلا على طول المنحدرات الشديدة التي تواجه النهر. نظرًا لأن هذه الهياكل كانت بمثابة مقابر بدلًا من كونها مواقع دينية، عادة ما تميزت الفراغات الداخلية فيها بصغر حجمها وبساطتها. ترك الإتروسكان القدماء أيضًا في وسط إيطاليا إرثًا مهمًا من العمارة المنحوتة في الصخر، كان معظمها عبارة عن مقابر مثل تلك القريبة من مدينتي تاركوينيا وفولشي.
بدأ إنشاء المقابر المنحوتة في الصخر في إسرائيل القديمة في القرن الثامن قبل الميلاد واستمر حتى العصر البيزنطي. شُيدت مقبرة أبشالوم في القرن الأول الميلادي في وادي قدرون في القدس.
تحتل العمارة الهندية المنحوتة في الصخر مكانًا مهمًا بشكل خاص في تاريخ العمارة الهندية. أقدم الأمثلة على العمارة الهندية المنحوتة في الصخر هي كهوف بارابار، التي يعود تاريخها منذ نحو القرن الثالث إلى القرن الثاني قبل الميلاد. بُنيت هذه الكهوف من قبل الرهبان البوذيين، وهي مكونة في الغالب من مباني متعددة الطوابق منحوتة في واجهة الجبل لاحتواء فراغات المعيشة والنوم والمطابخ والمساحات الرهبانية. تمتلك بعض من هذه الكهوف أضرحة مقدسة لبوذا وبوداسف والقديسين. أصبحت الأجزاء الداخلية أكثر تفصيلًا ومنهجية مع مرور الوقت، وغالبًا ما زُينت الأسطح بلوحات مثل تلك الموجودة في كهوف أجانتا. بدأ بناء المعابد المنحوتة في الصخر الهندوسية في إيلورا في بداية القرن التاسع عشر. كانت هذه المعابد عبارة عن مباني ثلاثية الأبعاد بشكل كامل، أُنشئت عن طريق نحت جونب التل، على عكس معظم الأمثلة السابقة للعمارة المنحوتة في الصخر، والتي تتكون من واجهة فقط، إضافة إلى الفراغات الداخلية. تطلبت معابد أجانتا عدة أجيال من التخطيط والتنسيق لإكمالها، وهناك أمثلة رئيسية أخرى للعمارة المنحوتة في الصخر في الهند في كل من أجانتا وباتاليشوار.
وسع الأنباط في مدينتهم البتراء، (الآن في الأردن) نطاق التقليد الغربي الآسيوي، إذ نحتوا معابدهم ومقابرهم في الصخر البرتقالي المصفر الذي يشكل الأخاديد والمدافع في المنطقة. يمتد تاريخ هذه الهياكل منذ القرن الأول قبل الميلاد، وحتى القرن الثاني الميلادي، وهي تمتلك أهمية خاصة في تاريخ العمارة نظرًا لأشكالها التجريبية. خدمت هذه الهياكل باعتبارها مقابر، ولذلك فقد تميزت الفراغات الداخلية فيها ببساطتها إلى حد ما. يوجد في البتراء أيضًا مسرح، نُحتت مقاعدة في الصخر أيضًا.

## معرض صور

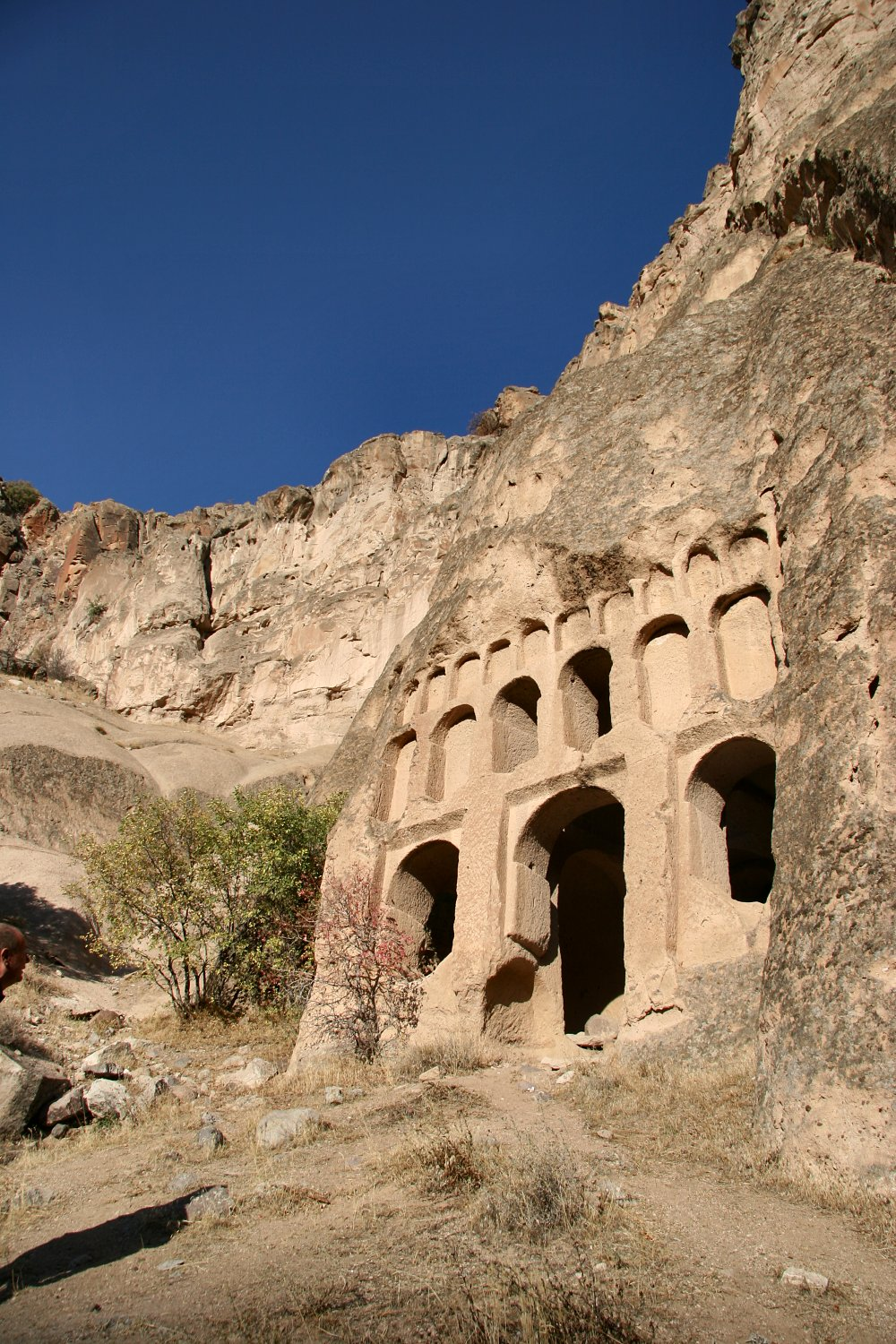
كبادوكيا، تركيا
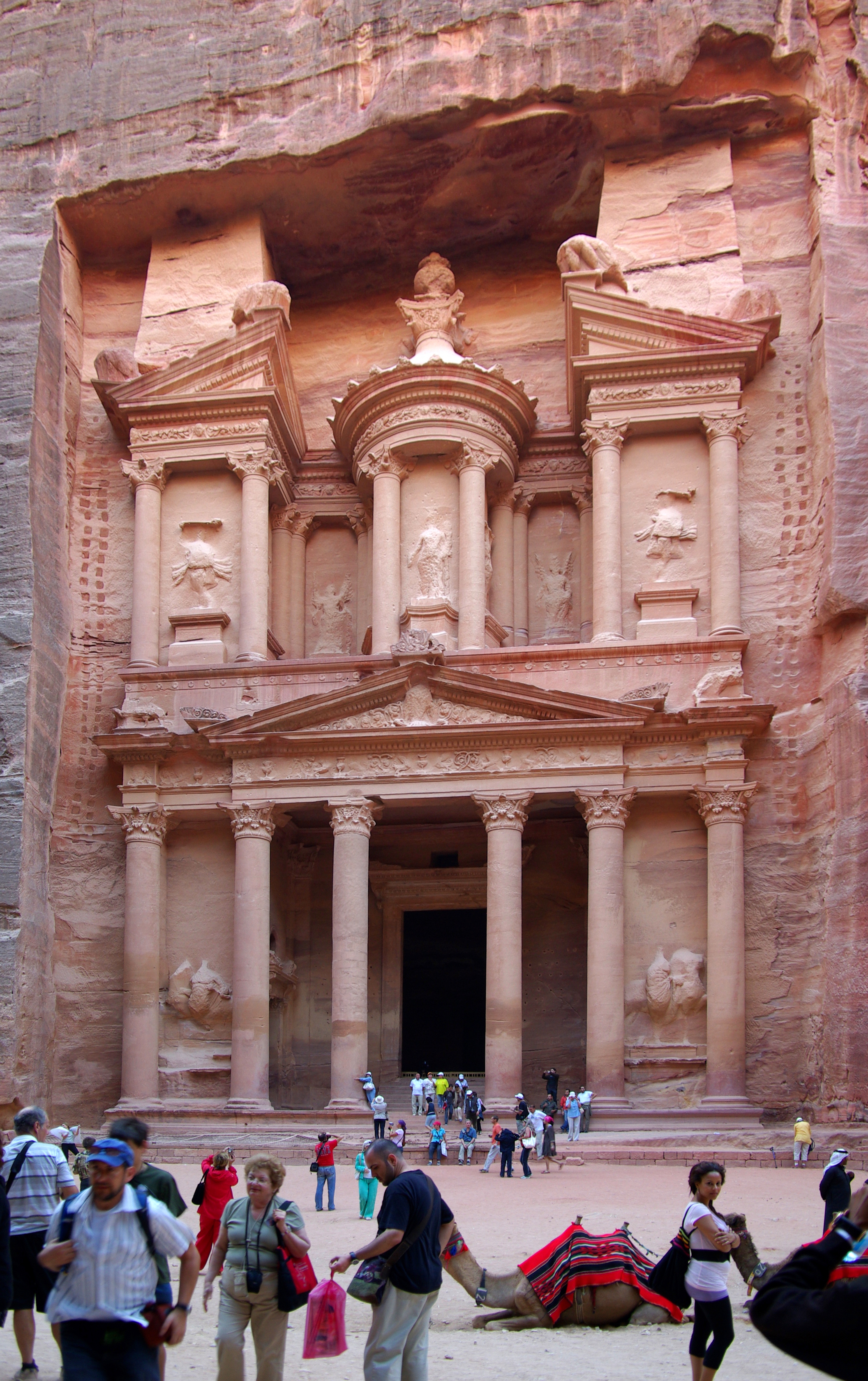
البتراء، الأردن
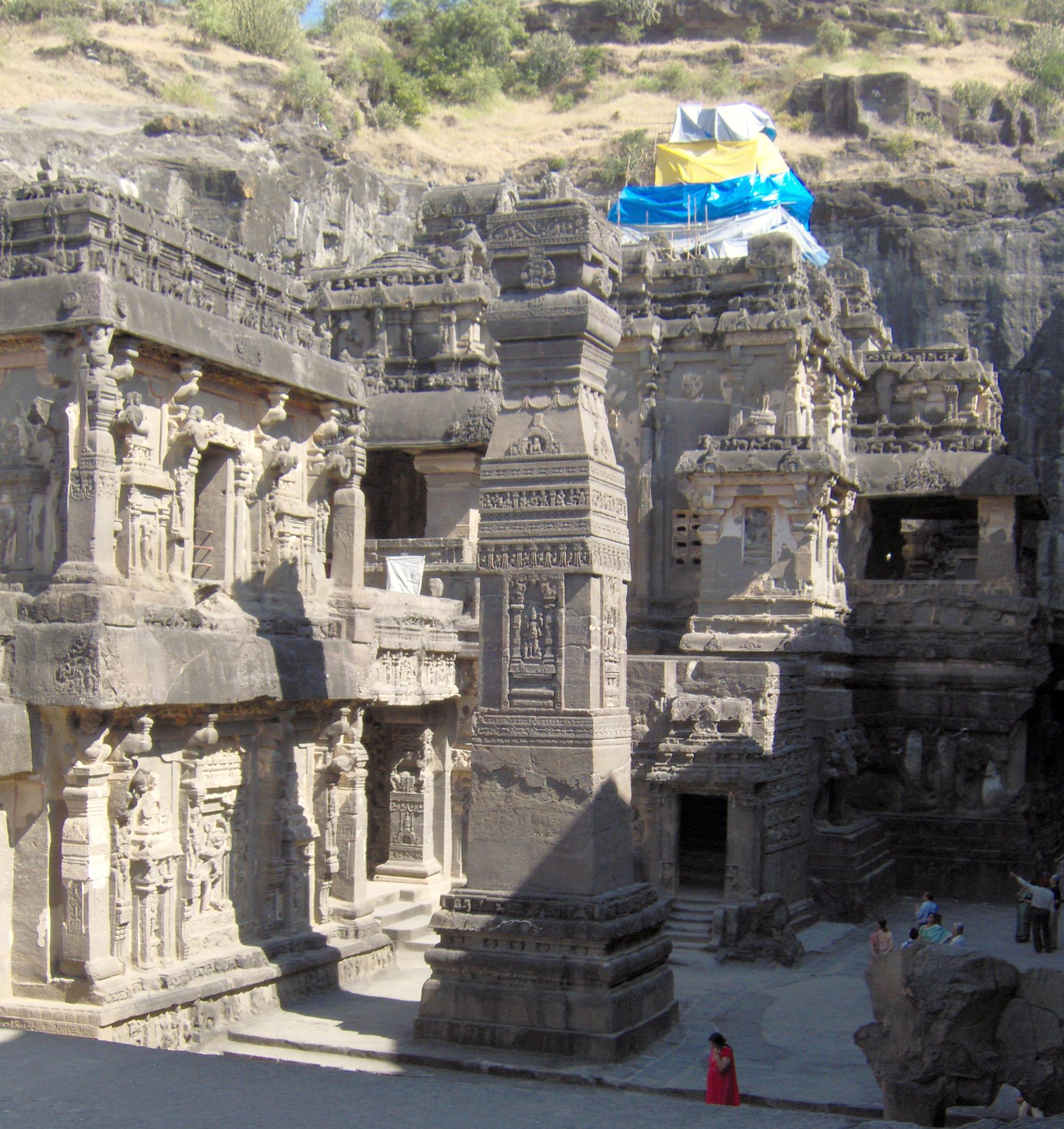
إلورا، الهند
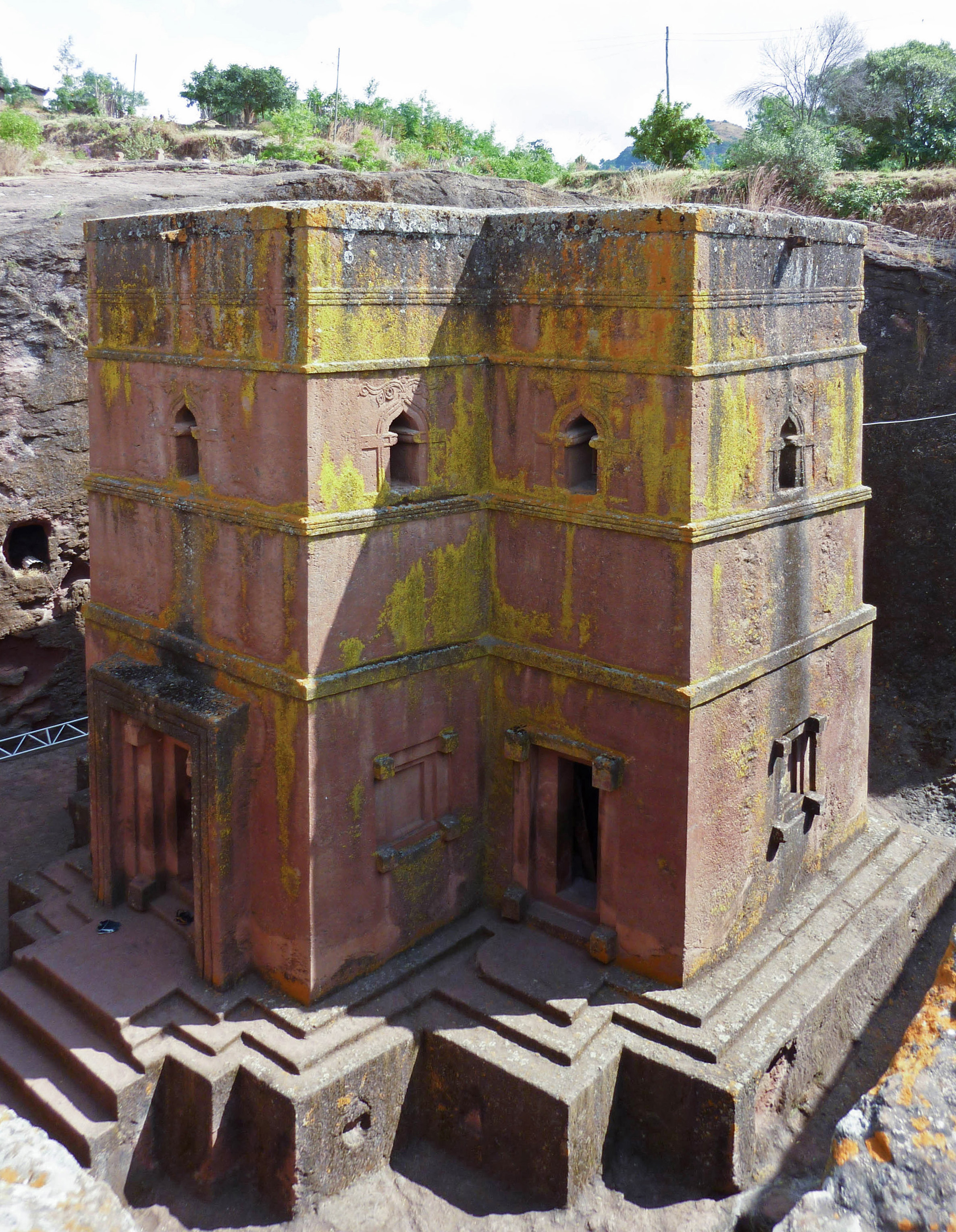
لاليبيلا، إثيوبيا
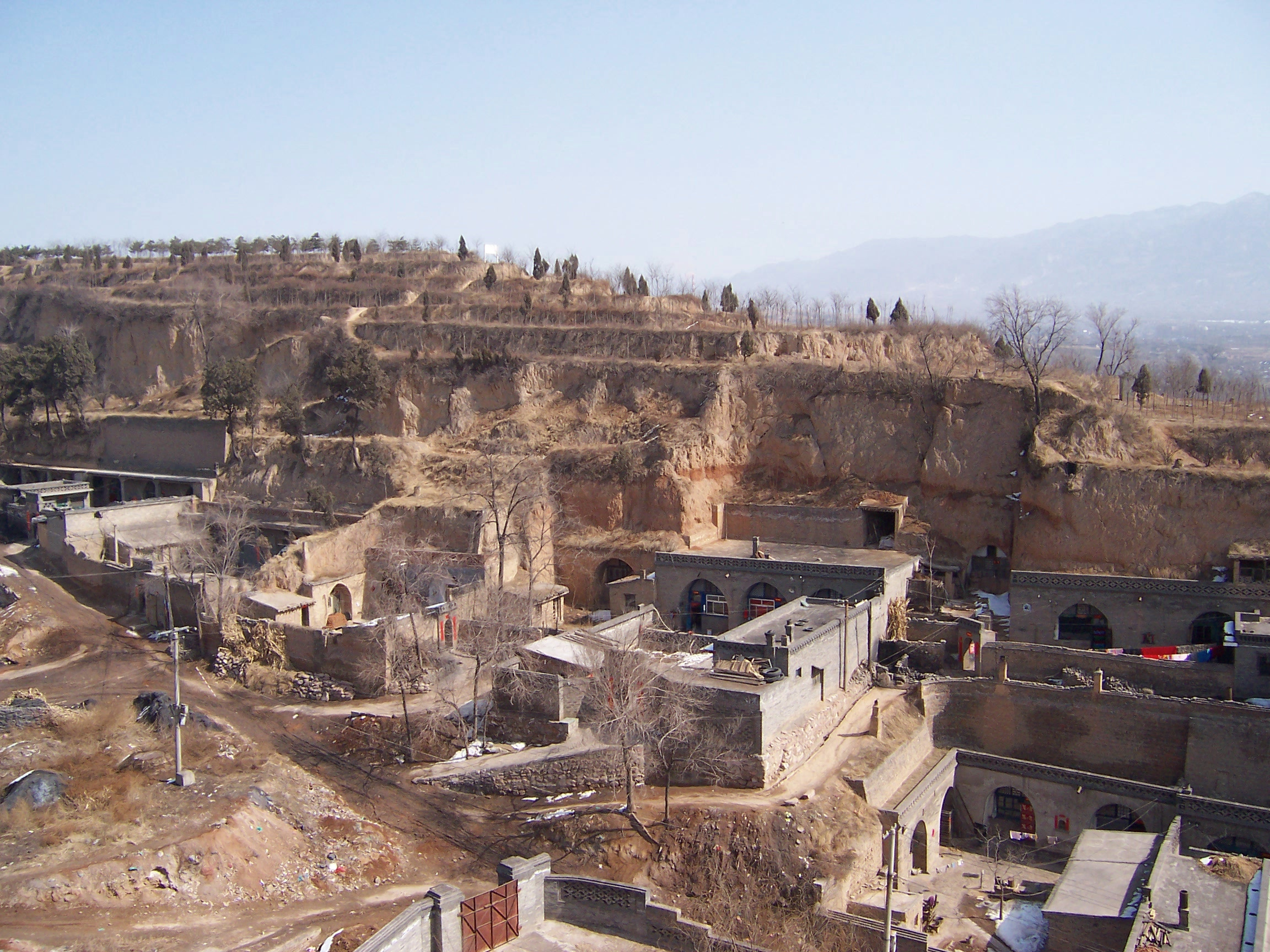
ياودنوغ، الصين
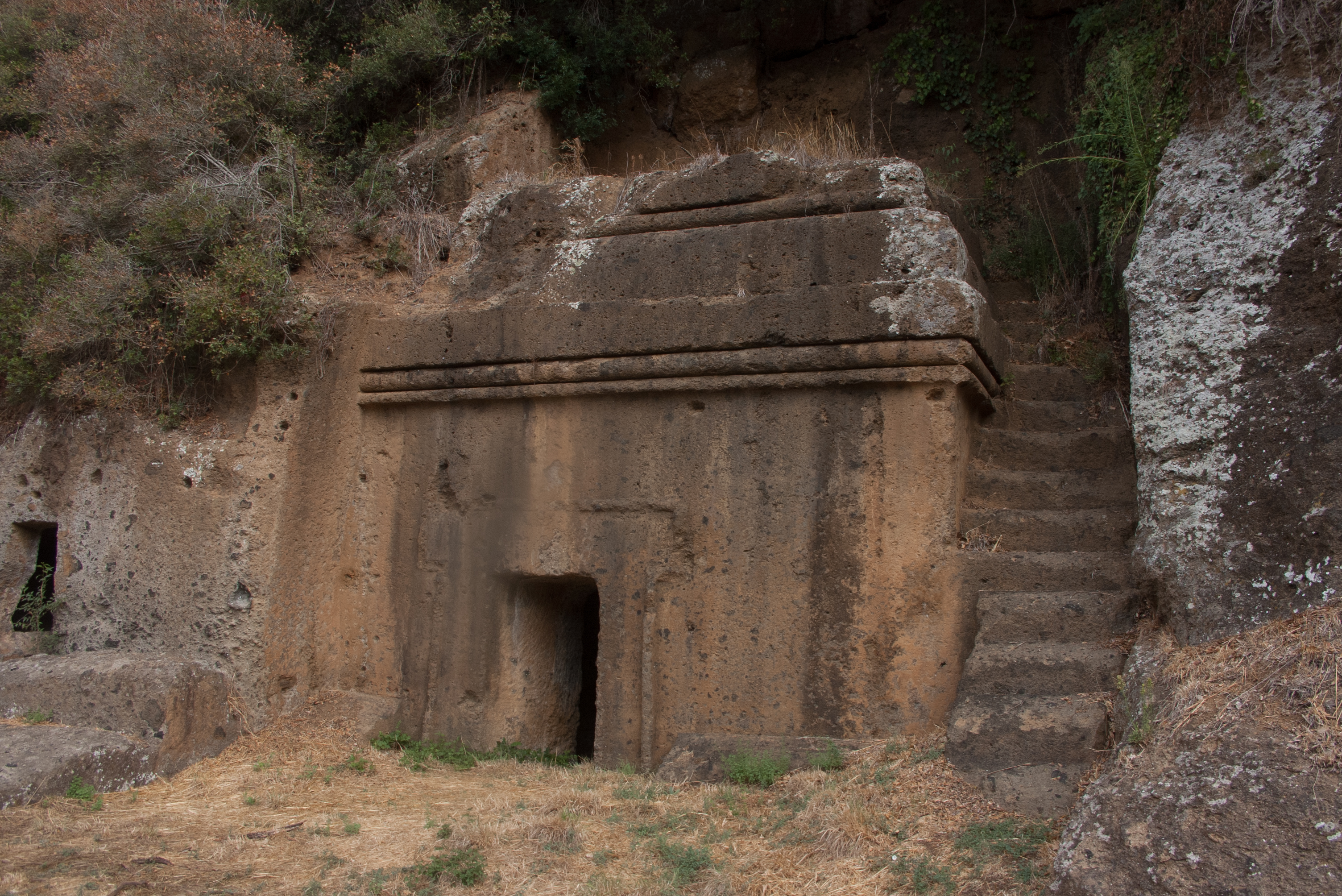
بليرا، إيطاليا